# 斯圖爾特·阿姆斯特朗
斯圖爾特·阿姆斯特朗（英語：Stuart Armstrong；1992年3月30日—）是一位蘇格蘭足球運動員。在場上的位置是中場。現效力於英格蘭足球冠軍聯賽球隊錫周三，蘇格蘭足球代表隊成員，他也曾代表蘇格蘭各級國家青年足球隊參賽。

## 俱樂部生涯

### 南安普顿
阿姆斯特朗於2018年6月與南安普顿簽署了一份為期四年的合約。他說，他想在俱樂部“紮根”。
2021年1月1日，阿姆斯特朗宣布與南安普顿簽訂了新的三年半合約，合同期限將持續到2024年夏天。

### 溫哥華白浪
2024年9月3日，阿姆斯特朗加盟美國職業足球大聯盟球隊溫哥華白浪，合約期為兩年。

## 榮譽

### 球會
些路迪
- 蘇格蘭足球超級聯賽冠軍：2014-15賽季、2015-16賽季（英语：2015–16 Scottish Premiership）[9]、2016-17賽季[10]、2017-18賽季（英语：2017–18 Scottish Premiership）
- 蘇格蘭足總盃冠軍：2016-17賽季（英语：2016–17 Scottish Cup）[11]、2017-18賽季（英语：2017–18 Scottish Cup）[12]
- 蘇格蘭聯賽盃冠軍：2016-17賽季、2017-18賽季（英语：2017–18 Scottish League Cup）[13]

### 個人
- 蘇格蘭FWA年度最佳青年球員：2012-13賽季